# (38698) 2000 QU63
2000 QU63 (asteroide 38698) é um asteroide da cintura principal. Possui uma excentricidade de 0.07072260 e uma inclinação de 4.97604º.
Este asteroide foi descoberto no dia 28 de agosto de 2000 por LINEAR em Socorro.